# 小海花介
小海花介（学名：Pontocythere minuta）为荊花介科海花介屬下的一个种。